# 蘭喬多明格茲 (加利福尼亞州)
兰乔多明格兹（英語：Rancho Dominguez）是位於美國加利福尼亞州洛杉磯縣的一個非建制地區。該地的面積和人口皆未知。

## 地理
蘭喬多明格茲的座標為33°53′23″N 118°16′07″W / 33.88972°N 118.26861°W，而該地的平均海拔高度為7米（即22英尺）。